# Discovery Link
Discovery Link (obchodně Discovery Travel nebo také Discovery Aviation) byla česká letecká společnost existující mezi lety 2004 až 2005. Jejím ředitelem byl zlínský podnikatel Roman Vaškůj. Provozovala pravidelné lety z letiště v Kunovicích poblíž Uherského Hradiště. Její lety byly provozovány 94místnými letadly BAe 146.

## Historie
Firma vznikla na jaře 2004, kdy došlo ke krachu leteckých závodů a Zlin Airlines v Kunovicích. Částečně tak zaměstnala zaměstnance těchto firem. Společnost ohlásila novou linku z Kunovic do Prahy, s pokračováním do belgických Antverp. Tu zprovozonila s letounem BAe 146 po odkladech v červnu 2004, létala ji až třikrát denně. Letoun byl pronajatý od německé společnosti WDL, která lety také provozovala, ačkoliv na nich bývala i posádka Discovery Link. Přibyly také lety z Prahy do Sionu a Ženevy. Společnost také létala charterové lety pro cestovní kanceláře, například do Chorvatska či Tuniska. Cena letenky Praha – Kunovice byla přibližně 900 korun. Od listopadu 2004 společnost provozovala dvě letadla.
V lednu 2005 firma oznámila, že v zimě 2005 silně omezí fungování na všech pravidelných linkách kvůli podmínkám na kunovickém letišti, charterové linky ale stále měly pokračovat. Později linky už ale nebyly zprovozněny a v lednu 2005 byl vyhlášen konkurz na tuto firmu. Pronájem obou letadel byl zrušen již v prosinci 2004.

## Flotila
Za celou dobu existence firma provozovala tři letadla:
| Letadlo     | Imatrikulace | Sériové číslo | Vyrobeno | Zařazení      | Vyřazení      | Poznámky                           | Reference |
| ----------- | ------------ | ------------- | -------- | ------------- | ------------- | ---------------------------------- | --------- |
| BAe 146-200 | D-AWUE       | E2050         | 1986     | červen 2004   | srpen 2004    | Pronajaty od německé aerolinie WDL | [ 6 ]     |
| BAe 146-200 | G-DEBE       | E2022         | 1984     | září 2004     | prosinec 2004 | Pronajaty od německé aerolinie WDL | [ 7 ]     |
| BAe 146-300 | G-BTXN       | E3129         | 1989     | listopad 2004 | prosinec 2004 | Pronajaty od německé aerolinie WDL | [ 8 ]     |
| Celkem      | 3            |               |          |               |               |                                    |           |